# Drake & Josh
Drake & Josh ist eine US-amerikanische Comedyserie des Fernsehsenders Nickelodeon.
Die Fernsehserie ist aufgrund ihres Humors sowohl bei Kindern und Jugendlichen als auch bei Erwachsenen sehr beliebt. 2005 wurden die Dreharbeiten unterbrochen, da Drake Bell einen Autounfall hatte. 2006 setzten sie den Dreh fort. Anfang 2007 verkündete Drake Bell, dass die Serie abgedreht sei und keine neuen Folgen mehr produziert werden.

## Handlung
In dieser Fernsehserie geht es um die Stiefbrüder Drake und Josh, die nichts miteinander gemeinsam haben. Jedoch wollen Joshs Vater und Drakes Mutter heiraten und so ziehen sie zusammen. Während Josh mehr ein gewissenhafter und braver Schüler ist, ist Drake eher ein witziger und geselliger Zeitgenosse. In vielen Folgen geht es darum, dass Drake irgendetwas Dummes macht und die beiden es gemeinsam ausbaden müssen. Häufig streiten sich die beiden oder ihre kleine Schwester Megan macht ihnen das Leben schwer.

## Figuren
Drake Parker
Die Hauptinteressen des Teenagers, der nur Spaß im Kopf hat, liegen bei Mädchen und Musik, sein Lieblingsgetränk ist Ginger Ale mit Malzbier (engl. „Rootbeer“, was ein amerikanisches Kultsodagetränk ist und nichts mit Bier gemeinsam hat). Obwohl Drake häufig irgendetwas anstellt, bekommt er selten dafür Ärger. Oftmals glänzt er durch seine faule, eigensinnige, eher lustlose, abweisende, freche und lockere Einstellung. Häufig scheinen seine Coolness bzw. sein guter Ruf, Mädchen, Musik und Spaß seine einzigen Interessen zu sein, was ihn auch manchmal etwas egoistisch, unvernünftig und verantwortungslos wirken lässt, jedoch hat er einen guten Kern und kann sehr hilfsbereit sein. Drake hasst Umarmungen. Er spielt in seiner Freizeit gerne Basketball oder Gitarre, daher zeichnet er sich auch mehr durch sportliche und musikalische, als schulische Leistungen aus. Drake hat eine eigene Rock-Band, mit welcher er jährlich den San-Diego-Talentwettbewerb gewinnt. Drake ist nicht so intelligent wie Josh, kommt aber in der Schule trotzdem immer durch. Auch ist Drake dank seines Aussehens und seiner Coolness sehr beliebt bei den Mitschülern. Drake ernährt sich fast nur von ungesundem Süßkram, was seiner Figur jedoch nicht schadet. Drake ist der leibliche Bruder von Megan und der leibliche Sohn von Audrey Parker (Nichols). Er ist anfangs alles andere als begeistert als Josh sein Stiefbruder wird, doch mit der Zeit werden sie schließlich wie richtige Brüder und auch wenn Drake es nicht sehr gerne zeigt, hat er Josh doch sehr gerne. Obwohl Drake häufig einen sehr coolen und lässigen Eindruck macht, und nur selten wirklich aus der Ruhe zu bringen ist, kann er manchmal sehr panisch, gar ängstlich oder hitzig sein. Da Drake eine sehr große Schwäche für Mädchen hat, hat er im Lauf der Fernsehserie immer wieder Freundinnen (nach eigenen Angaben ca. 75), mit denen er aber immer nach kurzer Zeit wieder Schluss macht. Doch dies änderte sich als Drake Carly begegnete. Am Ende der Episode kommen Drake und Carly auch zusammen. In der Episode Der Sturm ist er immer noch mit Carly zusammen. Drake gesteht nach einem missglückten Chemiexperiment und nach einer Woche Nichtbeachtung durch Josh, dass er Josh mehr braucht als Josh ihn. Zusätzlich hat er ab der Folge Die Riesengarnele einen langjährigen Plattenvertrag, nachdem sein neuester Hit Makes Me Happy ein Nummer-1-Hit wurde.
Josh Nichols
Josh ist ein pflichtbewusster und eifriger Mensch, der es liebt seine Hausaufgaben zu machen und Hausarbeit zu erledigen. Im Gegensatz zu Drake ist er ein guter Schüler, der bei den Mitschülern aber wenig beliebt ist. Josh trinkt gerne Milch und hegt seiner Großmutter gegenüber eine große Zuneigung. Josh kann sehr gut malen bzw. zeichnen und ist nebenbei ein ausgezeichneter Billardspieler. In der Serie wird er oftmals als charmant und nett beschrieben, weitere Eigenschaften sind Hilfsbereitschaft und Einsatzbereitschaft. Josh hat immer viel Pech, ganz anders als Drake. Obwohl er sich stets vorbildlich benimmt und im Gegensatz zu seinem Bruder, nie etwas anstellt oder Verbotenes macht, bekommt er trotzdem ständig Ärger. Zudem ist er sehr tollpatschig, schreckhaft, panisch, verbohrt und ängstlich. Weiterhin wirkt er häufig sehr naiv, kindlich und leichtgläubig. Er lässt sich leicht beeindrucken und ist sehr beeinflussbar. Josh lässt sich zwar vieles gefallen, allerdings kann er auch impulsiv werden, wenn es ihm zu bunt wird. Im Umgang mit Mädchen ist er sehr unsicher und zurückhaltend. Generell ist er oft sehr unbeholfen. Schließlich verliebt er sich in Mindy Crenshaw, seine frühere Erzfeindin, und beginnt mit ihr eine turbulente Beziehung. Der Sarkasmus liebende Teenager arbeitet nach der Schule in einem Kino. Außerdem ist er ein begeisterter Oprah- und Zauberkunstfan und hat panische Angst vor Eichhörnchen. Am liebsten spielt er Videospiele. Er ist allergisch gegen Käsebällchen. Der zu Beginn der Serie übergewichtige Josh verliert im Laufe der Serie immer mehr Gewicht und erfindet immer eigenartige Schimpfwörter. Sein größter Traum ist es Chef-Assistent des Kinos, in dem er jobbt, zu werden. Am Ende des zweiten Films Die Riesengarnele bekommt er die Goldene Weste und ist wieder mit Mindy zusammen. Josh ist seit dem Film Drake und Josh: Unterwegs nach Hollywood der Manager von Drakes Band. Er verschafft Drake und dessen Band auch den Plattenvertrag mit SpinCity-Records und ihren ersten Auftritt bei MTV TRL.
Megan Parker
Die Schwester von Drake und Josh fällt in der Fernsehserie dadurch auf, dass sie den „Bubis“, als welche sie ihre Brüder bezeichnet, laufend Streiche spielt und sie mit ihrer Spionageausrüstung überwacht. (Manchmal hat sie auch das ganze Haus verkabelt.) Megan liebt es, ihre Brüder zu ärgern und zu demütigen. Auf ihre zwei Geschwister wirkt sie sehr unheimlich. Allerdings hilft sie ihren Brüdern auch aus schwierigen Situationen. Megan ist sehr gewitzt, frech, hinterlistig, hartnäckig und intelligent. Ihre Eltern halten sie für einen Engel, was Drake und Josh anders sehen. Durch sie kommen die beiden oft in schwierige Situationen und Megan handelt ihnen auch den einen oder anderen Monat Hausarrest ein. Man erfährt, dass Megan Oboenunterricht nimmt und mit ihrem Fahrrad, welches sie immer unter Drake und Joshs Zimmerfenster abstellt, zum Fußballtraining fährt oder gebracht wird. Sie hat einen Hamster namens Harvey. Des Weiteren leidet Megan unter einer Katzenhaarallergie.
Walter Nichols
Der Vater von Josh arbeitet beim lokalen Fernsehsender Kanal 7, wo er der „Wetterfrosch“ ist. Drake kann seine Mutter in der Hinsicht anfangs gar nicht verstehen. Walter hat einen Erzfeind an seiner Arbeitsstätte namens Bruce Winchill, für den Megan und Audrey schwärmen. Ansonsten ist Walter ein sehr netter Mensch und versucht stets, ein besseres Verhältnis zu Drake aufzubauen. Er kann mehrere Wrestlinggriffe.
Audrey Parker-Nichols
Die Mutter von Drake und Megan. Sie muss sich mit den Streitigkeiten unter den Kindern auseinandersetzen und meist schlichtend eingreifen. Sie hängt am meisten an Megan und hat eine Vorliebe für eingelegte Gurken neben dem Fernseher.
 Helen Ophelia Dubois
Helen ist die Managerin und Chefin des Kinos, in dem Josh arbeitet. Am Ende von Die Riesengarnele heiratet Helen im Kino. Allerdings entsteht bei diesem besonderen Anlass ein Kurzschluss im Kino und ein Feuer bricht aus. Um die Stimmung zu bewahren, schlägt Drake vor, auf dem Parkplatz die Trauung zu vollziehen, und spielt ein Lied auf der Gitarre. In Fröhliche Weihnachten, Drake & Josh erzählt Helen, dass sie sich nach zwei Monaten hat scheiden lassen. Sie mag Drake, dessen Bruder Josh jedoch weniger.
Mindy Crenshaw
Mindy war die größte Konkurrentin von Josh und wird später seine feste Freundin. Sie ist sehr intelligent und gewinnt jedes Jahr den Forschungswettbewerb. Des Weiteren hasst sie Drake und versuchte, ihn aus der Schule werfen zu lassen. Seit Josh aber mit ihr zusammen war, lässt sie davon ab. Nach reiflicher Überlegung kommt Mindy zu dem Entschluss, dass sie und Josh eine kleine Beziehungspause nehmen sollten. Im Zweiteiler Die Riesengarnele kommen Mindy und Josh wieder zusammen.
Alice-Linda Hayfer
Die Englischlehrerin von Drake und Josh hasst Drake und lässt ihn dies auch immer wieder wissen. Sie hat eine Tochter namens Kelly, einen Hund namens Tiberius und einen Ehemann namens Jerold, der Präsident einer Frischling-Organisation ist. Ihre Tochter Kelly war auch für kurze Zeit mit Drake zusammen. Sie stammt aus New Jersey und hat sich dort auch als Stand-up-Comedian versucht, ist aber anscheinend damit gescheitert.
Craig Ramirez und Eric Blonowitz
Die beiden hageren Mitschüler helfen Drake und Josh gerne und buhlen oft um ihre Aufmerksamkeit. Die beiden sind sehr intelligent und haben einen eigenen Radiosender (Schinken-Radio). Aufgrund ihrer Intelligenz werden die beiden meist für irgendwelche Pläne von Drake und Josh ausgenutzt. Beide personifizieren den Stereotyp des Nerds.
Crazy Steve
Crazy Steve ist ein Mitarbeiter in Helens Kino. Er hat oftmals Wutausbrüche, z. B. wenn er sich von einem Kinogänger gestört fühlt. Deshalb fürchten sich manche seiner Kollegen vor ihm. Mit einem Lied namens When She Goes The Mountain kann er besänftigt werden. Crazy Steve hat einen Therapeuten, um seine Wutausbrüche in den Griff zu bekommen.
Grandma Nichols
Sie ist die Großmutter von Josh und die Mutter von Walter Nichols. Sie mag Josh, aber Drake nicht. Sie forderte Drake zu einem Basketballspiel heraus, welches sie Zu Beginn scheinbar verliert, später jedoch doch noch gewinnt. Schlussendlich verbessert sich die Beziehung zu Drake.
Leah
Leah ist die Mitarbeiterin in Helens Kino. Sie ist mit Josh gut befreundet und fürchtet sich vor Crazy Steve.
Bruce Winchill
Bruce Winchill ist Wettermann bei einem anderen Kanal und damit ein Konkurrent von Walter Nichols. Er ist nicht in der Serie zu sehen, wird aber oft von Walter erwähnt. Audrey und Megan fanden ihn toll, weil er so tolle Haare hat. Er gewinnt oft die Auszeichnung für den besten Wettermann.
Trevor
Trevor ist Drakes bester Freund und Scotties Bruder. Er taucht nur in der Episode Josh, der Sündenbock auf, wird aber sonst in anderen Episoden erwähnt. Er hat Drake einen Strandbuggy zur Verfügung gestellt.

## Besetzung und Synchronisation
Die Synchronarbeiten fanden in München statt. Hubertus von Lerchenfeld schrieb die Dialogbücher und führte auch die Dialogregie. Clemens Ostermann verstarb am 30. April 2007 unerwartet infolge eines Lungenkollaps, bevor alle Folgen mit ihm als Synchronstimme Drake Bells fertig synchronisiert werden konnten, sodass Benedikt Weber seinen Part voll übernahm. Da man lange Zeit keinen geeigneten Nachfolger für Ostermann fand, erschienen die meisten Folgen der vierten Staffel in Deutschland um einiges später als geplant.
| Rollenname            | Schauspieler            | Deutscher Synchronsprecher                                  |
| --------------------- | ----------------------- | ----------------------------------------------------------- |
| Drake Parker          | Drake Bell              | Clemens Ostermann (Folge 1–49) Benedikt Weber (Folge 50–60) |
| Josh Nichols          | Josh Peck               | Manuel Straube                                              |
| Megan Parker          | Miranda Cosgrove        | Melina Borcherding                                          |
| Audrey Parker-Nichols | Nancy Sullivan          | Susanne von Medvey                                          |
| Walter Nichols        | Jonathan Goldstein      | Christoph Jablonka                                          |
| Crazy Steve           | Jerry Trainor           | Hubertus von Lerchenfeld                                    |
| Craig Ramirez         | Alec Medlock            | Daniel Schlauch                                             |
| Helen Dubois          | Yvette Nicole Brown     | Sandra Schwittau                                            |
| Eric Blonowitz        | Scott Halberstadt       | Roman Wolko                                                 |
| Mindy Crenshaw        | Allison Scagliotti      | Stefanie von Lerchenfeld                                    |
| Alice-Linda Hayfer    | Julia Duffy             | Marina Köhler                                               |
| Buck                  | Joseph George Mendicino | Hubertus von Lerchenfeld                                    |
| Kathy                 | Erin Chambers           | Angela Wiederhut                                            |
| Grandma Nichols       | Randee Heller           | Eva Maria Bayerwaltes                                       |
| Yooka                 | Anastasia Baranova      | Elisabeth von Koch                                          |
| Dr. Carlsson          | John O’Hurley           | Hartmut Neugebauer                                          |
| Mr. Crenshaw          | Harry S. Murphy         | Claus Brockmeyer                                            |
| Mrs. Crenshaw         | Erica Shaffer           | Marion Hartmann                                             |
| Lucy                  | Gabrielle Christian     | Shandra Schadt                                              |
| Sammy                 | Jordan Wright           | Tobias John von Freyend                                     |
| Papa Nichols          | Vernon Roberts          | Norbert Gastell                                             |
| Dr. Phillis           | Gabrielle Carteris      | Kathrin Simon                                               |
| Leslie                | E. E. Bell              | Hans-Rainer Müller                                          |
| Henry Doheny          | Steve Tom               | Hans-Rainer Müller                                          |
| Tyler                 | Skyler Gisondo          | Maximilian Belle                                            |
| Lexi                  | Dianna Agron            | Marieke Oeffinger                                           |

## Episoden
| Staffel | Episoden | US-Erstausstrahlung                   | dt. Erstausstrahlung                      |
| ------- | -------- | ------------------------------------- | ----------------------------------------- |
| 1       | 6        | 11. Januar 2004 bis 8. Februar 2004   | 12. September 2005 bis 20. September 2005 |
| 2       | 14       | 14. März 2004 bis 28. November 2004   | 22. September 2005 bis 12. Oktober 2005   |
| 3       | 20       | 2. April 2005 bis Mitte 2005          | Mitte 2006 bis 13. August 2006            |
| 4       | 20       | 24. September 2006 bis 3. August 2007 | 6. Mai 2007 bis 22. Februar 2008          |

| Staffel 1 |                         |                       |                     |                      |
| Nr.       | Deutscher Titel         | Originaltitel         | US-Erstausstrahlung | dt. Erstausstrahlung |
| 01        | Brüder wider Willen     | Pilot                 | 11. Januar 2004     | 12. September 2005   |
| 02        | Josh, der Sündenbock    | Dune Buggy            | 18. Januar 2004     | 13. September 2005   |
| 03        | Die geteilte Freundin   | Believe Me, Brother   | 25. Januar 2004     | 14. September 2005   |
| 04        | Zwei Jungs und ein Baby | Two Idiots and a Baby | 8. Februar 2004     | 15. September 2005   |
| 05        | Solo für Josh           | First Crush           | 15. Februar 2004    | 19. September 2005   |
| 06        | Sturmfrei!              | Grammy                | 25. Februar 2004    | 20. September 2005   |

| Staffel 2 |                           |                  |                     |                      |
| Nr.       | Deutscher Titel           | Originaltitel    | US-Erstausstrahlung | dt. Erstausstrahlung |
| 07        | Drakes süßes Laster       | The Bet          | 14. März 2004       | 22. September 2005   |
| 08        | Drake wird Rockstar       | Guitar           | 21. März 2004       | 21. September 2005   |
| 09        | Das Popcorndesaster       | Movie Job        | 28. März 2004       | 16. November 2005    |
| 10        | Josh, der Football-Profi  | Football         | 18. April 2004      | 26. September 2005   |
| 11        | Der Billiardkönig         | Pool Shark       | 4. April 2004       | 27. September 2005   |
| 12        | Die Schwindelbrüder       | Smart Girl       | 25. April 2004      | 29. September 2005   |
| 13        | Die kleine Diva           | Little Diva      | 2. Mai 2004         | 4. November 2005     |
| 14        | Der Wetterfrosch          | Blues Brothers   | 12. November 2004   | 18. November 2005    |
| 15        | Chauffeur wider Willen    | Driver's License | 12. September 2004  | 5. November 2005     |
| 16        | Drakes allergrößter Fan   | Number One Fan   | 19. September 2004  | 15. September 2005   |
| 17        | Das Glückshemd            | Mean Teacher     | 26. September 2004  | 15. September 2005   |
| 18        | Gute Geschäfte            | The Gary Grill   | 17. November 2004   | 10. November 2005    |
| 19        | Die Doppelgänger          | Drew & Jerry     | 24. November 2004   | 11. November 2005    |
| 20        | Das Auto im Klassenzimmer | Honor Council    | 28. November 2004   | 11. November 2005    |

| Staffel 3 |                                               |                                   |                     |                      |
| Nr.       | Deutscher Titel                               | Originaltitel                     | US-Erstausstrahlung | dt. Erstausstrahlung |
| 21        | Pension Drake & Josh                          | The Drake & Josh Inn              | 2. April 2005       | 5. Mai 2006          |
| 22        | Powerpfeffer aus Peru                         | Peruvian Puff Pepper              | 9. April 2005       | 2. April 2006        |
| 23        | Andere Länder andere Sitten                   | We're Married                     | 16. April 2005      | 9. April 2006        |
| 24        | Die heimliche Freundin                        | Mindy's Back                      | 30. April 2005      | 25. März 2006        |
| 25        | Dad auf Abwegen                               | The Affair                        | 21. Mai 2005        | 23. April 2006       |
| 26        | Mädchen und andere Sorgen                     | Playing the Field                 | 4. Juni 2005        | 7. Mai 2006          |
| 27        | Operation Helen                               | Helen's Surgery                   | 11. Juni 2005       | 14. Mai 2006         |
| 28        | Dr. Drake, bitte in den OP                    | Paging Dr. Drake                  | 1. Oktober 2005     | 3. Juni 2006         |
| 29        | Die erste Begegnung                           | Foam Finger                       | 8. Oktober 2005     | 21. Mai 2006         |
| 30        | Frauenpower                                   | Girl Power                        | 15. Oktober 2005    | 18. Juni 2006        |
| 31        | Booob, das Schaf                              | Sheep Thrills                     | 22. Oktober 2005    | 22. Oktober 2006     |
| 32        | Der neue Lehrer                               | Megan's New Teacher               | 28. Januar 2006     | 25. Juni 2006        |
| 33        | Der Schulfrischling                           | Little Sibling                    | 4. Februar 2006     | 26. März 2006        |
| 34        | Der Kinogangster                              | Theater Thug                      | 18. Februar 2006    | 2. Juli 2006         |
| 35        | Papa Nichols und die Achterbahn               | The Demonator                     | 25. Februar 2006    | 9. Juli 2006         |
| 36        | Aliens greifen an                             | Alien Invasion                    | 18. März 2006       | 16. Juli 2006        |
| 37        | Die Fernsehpsychologin                        | Dr. Phyllis Show                  | 8. April 2006       | 23. Juli 2006        |
| 38        | Drake & Josh unterwegs nach Hollywood, Teil 1 | Drake & Josh Go Hollywood, Part 1 | 6. Januar 2006      | 30. Juli 2006        |
| 39        | Drake & Josh unterwegs nach Hollywood, Teil 2 | Drake & Josh Go Hollywood, Part 2 | 6. Januar 2006      | 6. August 2006       |
| 40        | Drake & Josh unterwegs nach Hollywood, Teil 3 | Drake & Josh Go Hollywood, Part 3 | 6. Januar 2006      | 13. August 2006      |

| Staffel 4 |                            |                           |                     |                      |
| Nr.       | Deutscher Titel            | Originaltitel             | US-Erstausstrahlung | dt. Erstausstrahlung |
| 41        | Josh überfährt Oprah       | Josh Runs Into Oprah      | 24. September 2006  | 6. Mai 2007          |
| 42        | Tiberius, der Schreckliche | Vicious Tiberius          | 1. Oktober 2006     | 15. April 2007       |
| 43        | Die Hochzeit               | The Wedding               | 15. Oktober 2006    | 23. Februar 2008     |
| 44        | Mindy liebt Josh           | Mindy Loves Josh          | 22. Oktober 2006    | 22. April 2007       |
| 45        | Wer macht das Rennen?      | Who's Got Game?           | 11. November 2006   | 9. Juni 2006         |
| 46        | Der große Doheny           | The Great Doheny          | 12. Oktober 2006    | 29. April 2007       |
| 47        | I love Sushi               | I Love Sushi              | 24. September 2006  | 20. Mai 2007         |
| 48        | Der Sturm                  | The Storm                 | 7. Januar 2007      | 4. Februar 2008      |
| 49        | Abendessen mit Bobo        | My Dinner With Bobo       | 14. Januar 2007     | 13. Mai 2007         |
| 50        | Das Baumhaus               | Tree House                | 21. Januar 2007     | 3. Oktober 2007      |
| 51        | Josh ist fertig mit Drake  | Josh Is Done              | 11. Februar 2007    | 8. Februar 2008      |
| 52        | Das blaue Auge             | Eric Punches Drake        | 18. Februar 2007    | 10. Februar 2008     |
| 53        | Racheakt um Hamster Hervay | Megan's Revenge           | 4. März 2007        | 8. April 2007        |
| 54        | Schwere Jungs              | Steered Straight          | 11. März 2007       | 7. Februar 2008      |
| 55        | Megans erster Kuss         | Megan's First Kiss        | 7. April 2007       | 11. Februar 2008     |
| 56        | Cool, ich werde sechzehn   | Battle of Panthatar       | 15. April 2007      | 9. Februar 2008      |
| 57        | Die Riesengarnele, Teil 1  | Really Big Shrimp, Part 1 | 3. August 2007      | 22. Februar 2008     |
| 58        | Die Riesengarnele, Teil 2  | Really Big Shrimp, Part 2 | 3. August 2007      | 22. Februar 2008     |
| 59        | Helikopter                 | Helicopter                | 5. August 2007      | 3. Februar 2008      |
| 60        | Der Tanzwettbewerb         | Dance Contest             | 16. September 2007  | 24. Februar 2008     |

## Filme
| Film | Deutscher Titel                       | Anmerkungen        | Originaltitel                 | Jahr |
| ---- | ------------------------------------- | ------------------ | ----------------------------- | ---- |
| 1    | Drake & Josh unterwegs nach Hollywood | Dreiteiler         | Drake & Josh Go Hollywood     | 2006 |
| 2    | Fröhliche Weihnachten, Drake & Josh   | zweistündiger Film | Merry Christmas, Drake & Josh | 2008 |

## Mehrteilige Folgen

### Drake & Josh: Die Riesengarnele
Das Plattenlabel Spin City Records will, dass Drake einen Plattenvertrag bei ihnen bekommt. Sein Song Makes Me Happy würde dann in einem Werbespot für Daka Shoes ausgestrahlt werden. Drakes Manager Josh lässt sich aber beim Unterschreiben von den für ihn faszinierenden Riesengarnelen ablenken und übersieht, dass auf dem Vertrag steht, dass das Label den Song verändern darf. Nachdem das Label dieses Recht genutzt hat und den Song ruiniert hat, feuert Drake in seiner Wut seinen Manager. Im Kino ernennt Helen, die heiraten will, Joshs ehemalige Freundin Mindy zur Assistentin. Etwas später tauscht Josh die Songversionen im Tonstudio aus, sodass Drakes ursprüngliche Version im Fernsehen ausgestrahlt wird.
Anschließend werden die beiden vom Label verklagt. Die Klage wird aber schon kurze Zeit später fallen gelassen, da Makes Me Happy auf dem 1. Platz der Charts landet. Am Abend heiratet Helen und Josh und Mindy kommen wieder zusammen. Zu Ende der Episode sagt Megan ihren Brüdern, dass Spin City Records ihnen drei Dutzend Garnelen geschickt habe, sie aber schon fast alle von ihr und ihren Freundinnen gegessen worden seien. Dann streiten sich Drake und Josh um die letzte Garnele. (Dies ist eine Anspielung auf eine Szene in der Serie The Amanda Show).

## Auszeichnungen
- 2004 – BMI Cable Award für Christopher A. Lee
- 2005 – Nominierung für den Blimp Award in der Kategorie „Beliebteste Fernsehserie“
- 2006 – Nick Kids Choice Award in der Kategorie „Best TV Show“
- 2007 – Nick Kids’ Choice Award: Nominierung in der Kategorie „Best TV Show“
- 2008 – Nick Kids’ Choice Award in der Kategorie „Best TV Show“

## Trivia
- Die Fernsehserie wurde durch The Amanda Show mit Amanda Bynes bekannt. Dort wurde sie als Lückenfüller eingesetzt und fand dadurch einen ähnlichen Ursprung wie zum Beispiel die Simpsons, welche als Lückenfüller in der Tracey Ullman Show eingesetzt wurden.
- Die Fernsehserie wurde in Sunset, 6230 Sunset Blvd., Hollywood, Los Angeles und CA gedreht. Drake und Joshs Haus, das 2018 abgerissen wurde, liegt in der 3878 Alonzo Avenue, Encino, Los Angeles.[3] Die Handlung der Serie spielt jedoch in San Diego.
- In der Fernsehserie gibt es eine Anspielung auf die Fernsehserie Hannah Montana. Erkennbar wurde dies in der Folge Cool, ich werde sechzehn!, als Josh am Anfang im Fernsehen eine Dokumentation über Avocados sieht. Davor hatte er einen Kanal eingeschaltet, wo über „Susannah Louisiana“ berichtet wird.
- In dem finalen Zweiteiler (Die Riesengarnele) lautet einer der Filmtitel des Kinos, in dem Josh arbeitet, Now she's Carly – eine Anspielung auf Miranda Cosgroves nachfolgende Rolle in iCarly.
- Zwei weitere Filmtitel im Zweiteiler lauten Four great seasons, welche auf die vier Staffeln von Drake & Josh anspielt, und Robin & Joe, was die Namen von Drake Bells Eltern sind.
- Die Fernsehserie hatte vergleichsweise wenig Budget zur Verfügung, weswegen bekannte Gaststars eher eine Seltenheit waren, so hat aber doch fast jeder der auftretenden Gaststars schon Auftritte im Fernsehen hinter sich. Torrey DeVitto zum Beispiel zeichnet aus, dass ihr Vater ein langzeitiger Drummer von Billy Joel war. Der wohl bekannteste Gaststar Tony Hawk fand seinen Platz nicht in der Fernsehserie, sondern im Film Drake & Josh Go Hollywood. Andere nennenswerte Gastauftritte:
  - Erik Estrada
  - Gary Coleman
  - Richard Biggs (starb noch vor der Ausstrahlung in den USA)
  - Paul Gleason
  - Gabrielle Carteris
  - Maggie Wheeler
  - Emma Roberts
  - Alyson Stoner
  - AnnaSophia Robb
  - Kaylee DeFer
  - Vanessa Hudgens
  - Torrey DeVitto
  - Dianna Agron
- In Folge 49 sprach Benedikt Weber schon Drake Bell, Clemens Ostermanns Stimme ist eine Folge später dann aber noch einmal zu hören.
- Die Notebooks sind eine Anspielung auf Apple, aber anstatt eines Apfels, ist das Logo eine Birne, welches in den Serien iCarly, Sam & Cat, Zoey 101 und Victorious ebenfalls verwendet wird.
- In den Credits von Drake & Josh und die Riesengarnele streiten sich Drake und Josh um einen Shrimp, als sie 16 waren. Diese Szene ist aus The Amanda Show, in der die Fernsehserie zuerst als Sketch bekannt wurde.
- In der Folge Kleine Diva wird Helen Dubois auf einmal durch eine andere Schauspielerin ersetzt.